# تشارلز ماجيل كونراد
تشارلز ماجيل كونراد (بالإنجليزية: Charles Magill Conrad)‏ (و. 1804 – 1878 م) هو سياسي، ومحام من الولايات المتحدة الأمريكية ولد في وينشستر.
تولى منصب عضو مجلس الشيوخ الأمريكي .وهو عضو في حزب اليمين .